# Nimravidae
I nimravidi (Nimravidae) sono una famiglia di mammiferi carnivori comprendente esclusivamente forme estinte, fossili dell'Eocene, dell'Oligocene e del Miocene, datati tra 40,4 e 7,2 milioni di anni fa.

## Falsi "gatti"
L'aspetto di questi primitivi carnivori assomiglia moltissimo a quello dei felidi, e difatti nelle vecchie classificazioni questi animali sono spesso noti come "paleofelidi". Il corpo allungato e snello, il cranio molto accorciato e la dentatura ridotta, in effetti, sono analoghi a quelli dei felidi. Le zampe, però, ricordano più i cani, e almeno alcune specie erano plantigrade come gli orsi o semiplantigrade.
Alcune caratteristiche primitive, ad esempio la struttura delle ossa dell'orecchio, sembrerebbero porli vicino all'albero evolutivo dei carnivori. Molti anni fa, i paleontologi solevano dividere il gruppo in due: i nimravidi con i canini allungati avrebbero dato origine alle tigri dai denti a sciabola, mentre i nimravidi dall'aspetto più classico avrebbero dato origine a tutti gli altri felidi. In realtà i felidi primitivi si svilupparono da animali simili a viverridi. I nimravidi, ad ogni modo, forniscono uno straordinario esempio di convergenza evolutiva: si pensi a Dinaelurus crassus, nimravide dell'Oligocene degli Stati Uniti, dal cranio corto estremamente simile a quello di un ghepardo.

## Classificazione
Attualmente i paleontologi riconoscono due principali sottofamiglie di nimravidi: i nimravini (Nimravinae), dall'aspetto simile a leopardi dal corpo allungato, e gli oplofoneini (Hoplophoneinae), caratterizzati dall'estremo allungamento dei canini superiori. Una terza sottofamiglia, apparsa in epoca posteriore e in passato ritenuta un'evoluzione degli oplofoneini, o considerata come una sottofamiglia dei Nimravidae è stata riclassificata come una famiglia a sé stante (Barbourofelidae) da alcuni autori. Tuttavia nuovi studi del 2020 tendono a riposizionarli tra i nimravidi, o tra i Nimravinae, indicando che la questione non è ancora risolta.
Tra i generi principali di nimravidi, da ricordare almeno Dinictis, Nimravus, Eusmilus e Hoplophoneus. Oltre a queste sottofamiglie è nota una forma basale, Maofelis, proveniente dall'Asia e forse ancestrale ai nimravidi più derivati.

### Classificazione completa

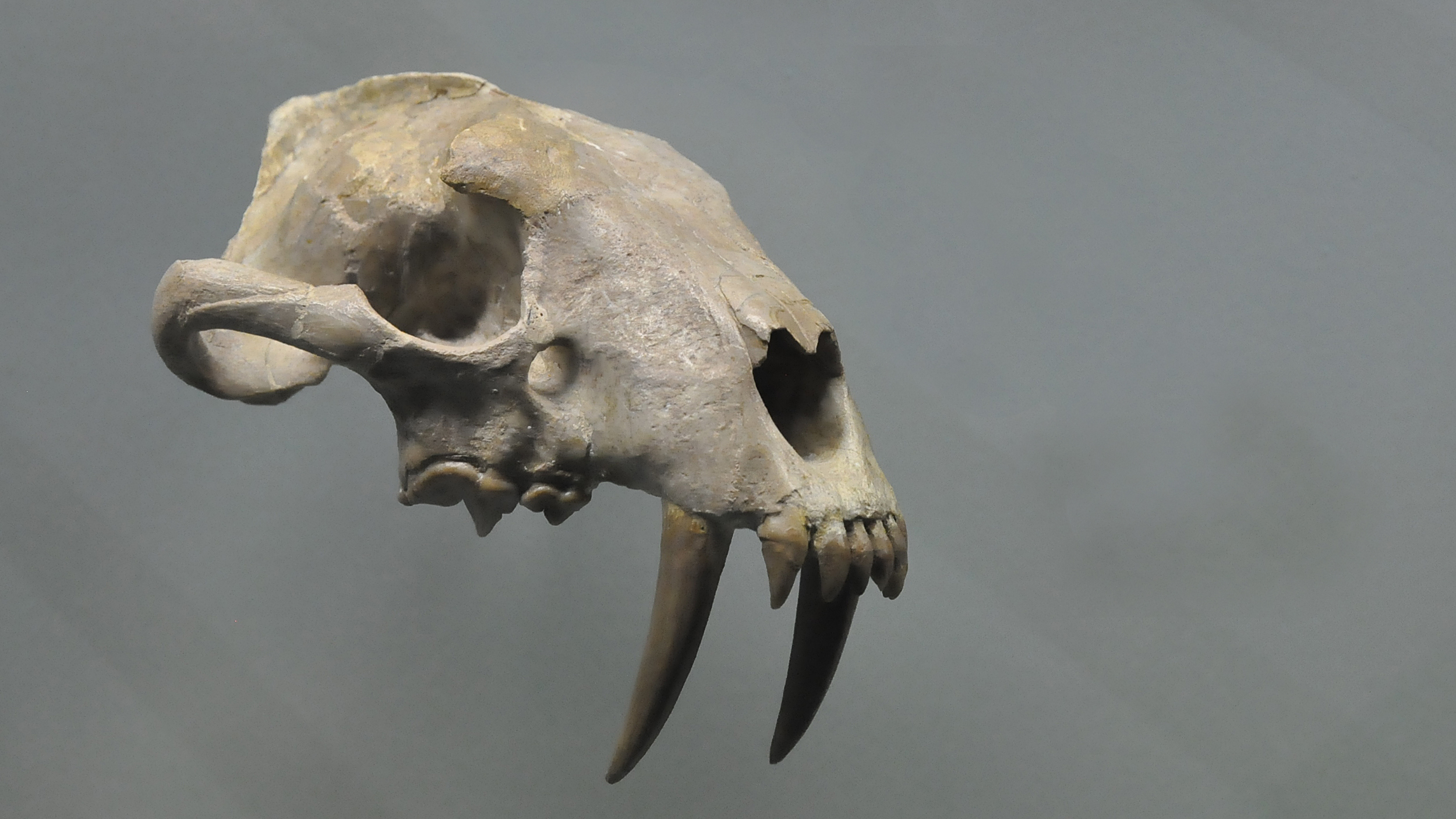
Dinictis squalidens

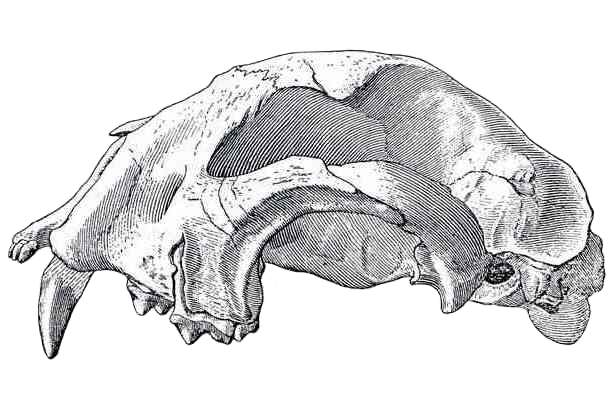
Dinaelurus crassus

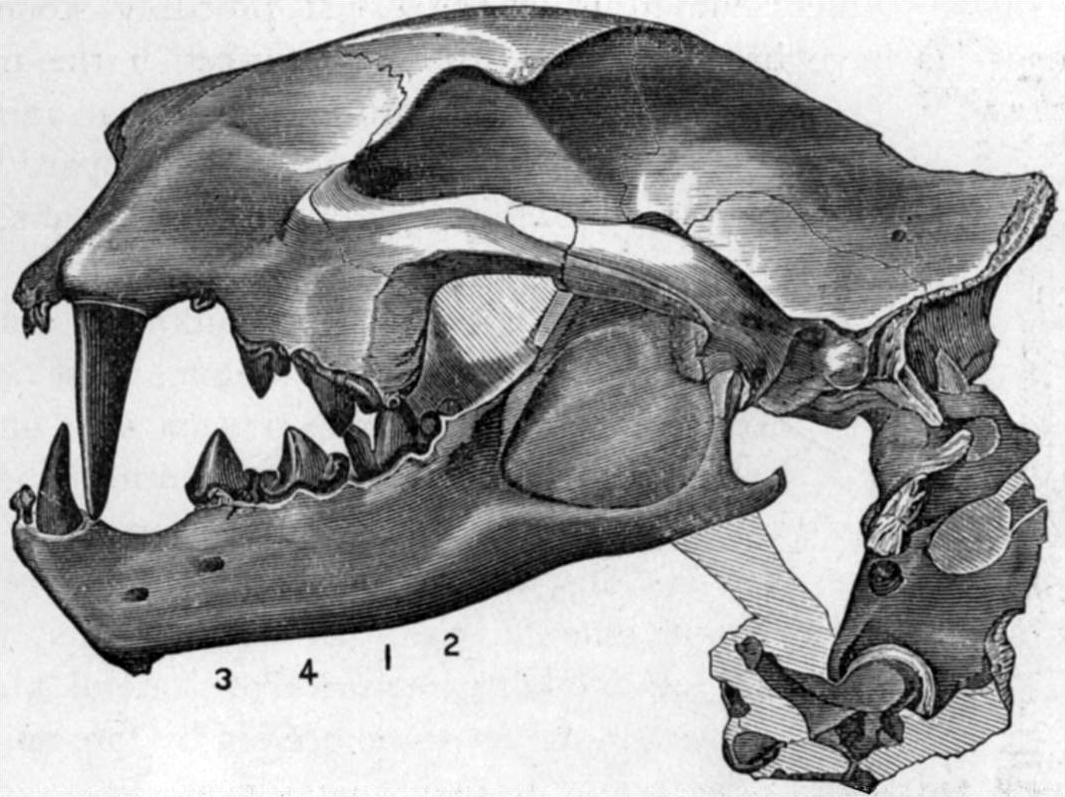
Nimravus gomphodus

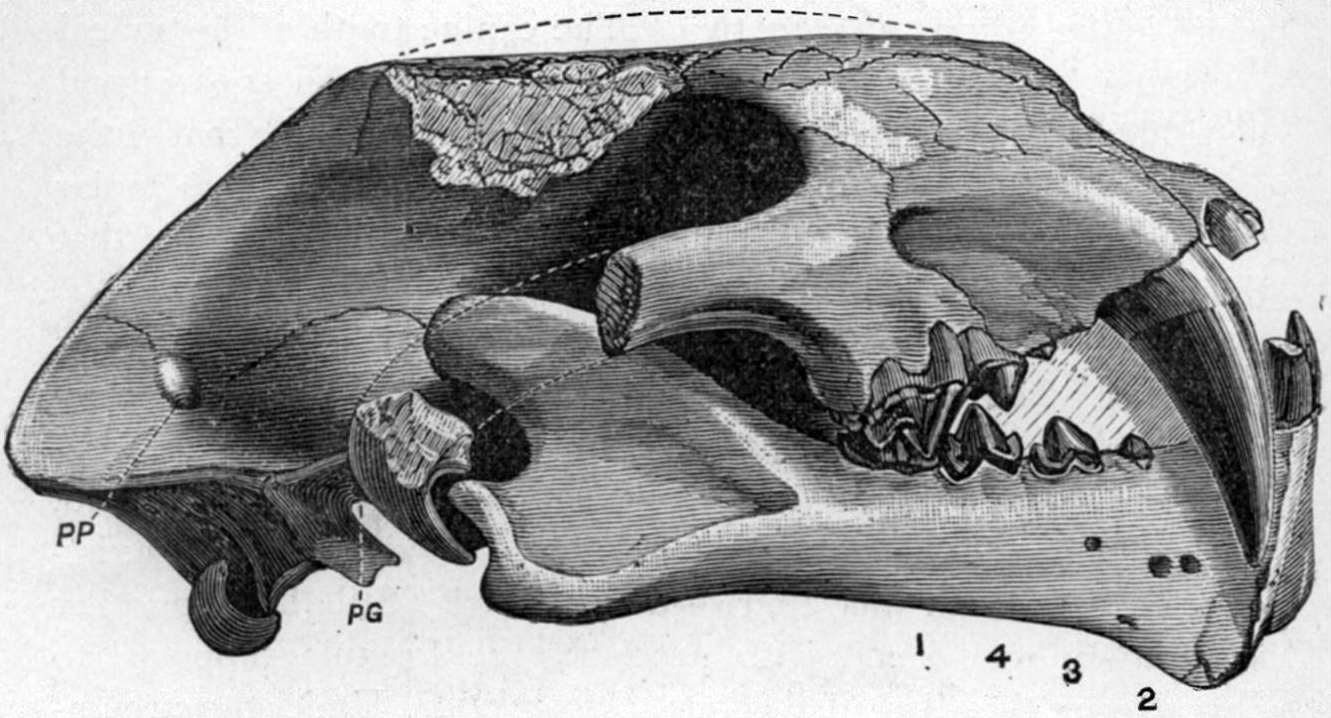
Pogonodon platycopis

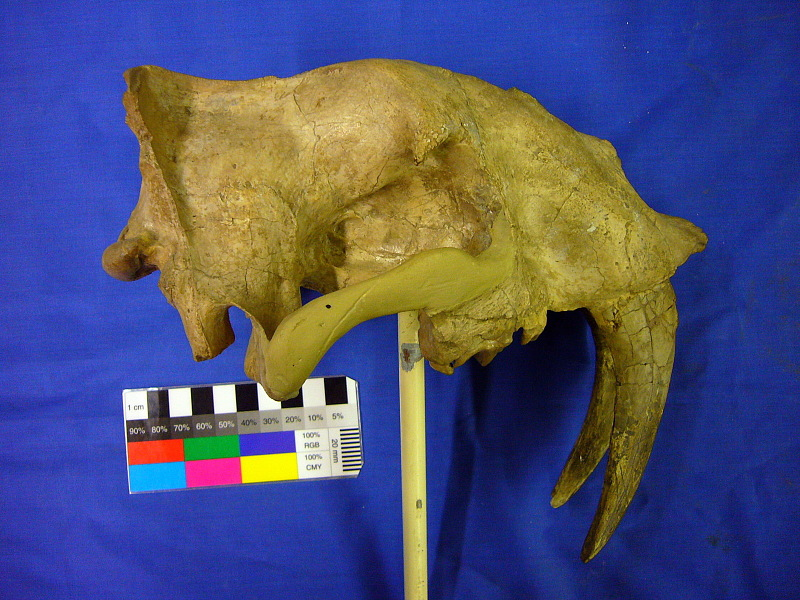
Eusmilus sicarius

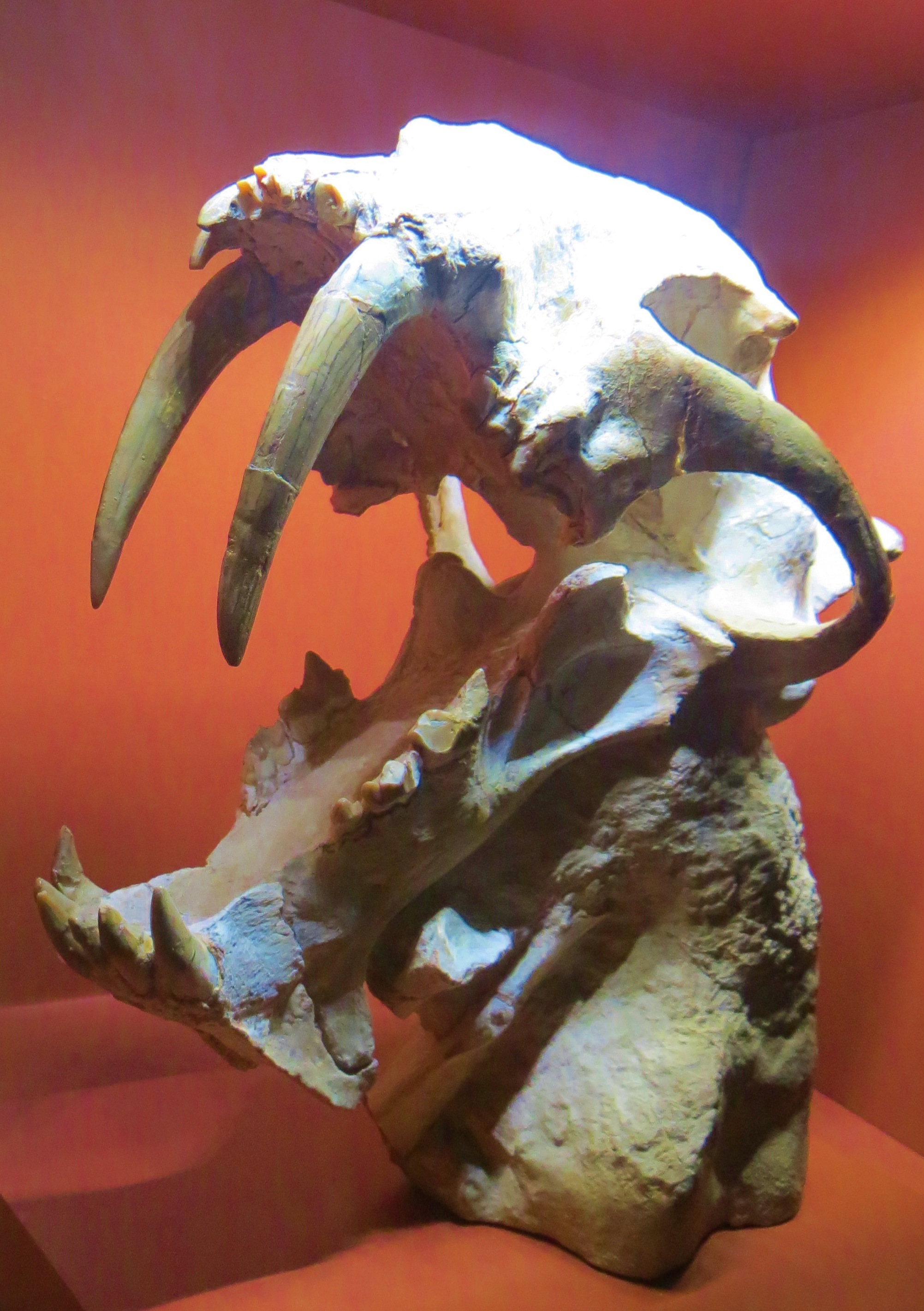
Hoplophoneus mentalis

- Famiglia: Nimravidae
  - Genere: Maofelis
    - Maofelis cantonensis

  - Sottofamiglia Nimravinae
    - Genere: Dinictis
      - Dinictis cyclops
      - Dinictis felina
      - Dinictis squalidens

    - Genere: Dinaelurus
      - Dinaelurus crassus

    - Genere: Dinailurictis
      - Dinailurictis bonali

    - Genere: Eofelis
      - Eofelis edwardsii
      - Eofelis giganteus

    - Genere: Nimravus
      - Nimravus altidens
      - Nimravus brachyops
      - Nimravus edwardsi
      - Nimravus gomphodus
      - Nimravus intermedius
      - Nimravus sectator

    - Genere: Pogonodon
      - Pogonodon davisi
      - Pogonodon platycopis

    - Genere: Quercylurus
      - Quercylurus major

  - Sottofamiglia Hoplophoninae
    - Genere: Eusmilus
      - Eusmilus bidentatus
      - Eusmilus cerebralis
      - Eusmilus sicarius

    - Genere: Hoplophoneus
      - Hoplophoneus belli
      - Hoplophoneus dakotensis
      - Hoplophoneus occidentalis
      - Hoplophoneus latidens
      - Hoplophoneus mentalis
      - Hoplophoneus primaevus
      - Hoplophoneus robustus

## Distribuzione e declino
I nimravidi conobbero la loro massima diffusione nel corso dell'Oligocene (35 - 22 milioni di anni fa), quando si diffusero per tutta l'Eurasia e il Nordamerica, e divennero tra i principali predatori dell'epoca insieme ai creodonti. Quando i mutamenti climatici e ambientali diedero nuovi impulsi evolutivi alle altre famiglie di carnivori, i nimravidi non riuscirono ad adattarsi abbastanza in fretta e scomparvero nel giro di pochi milioni di anni.